# Paul Hagemeister

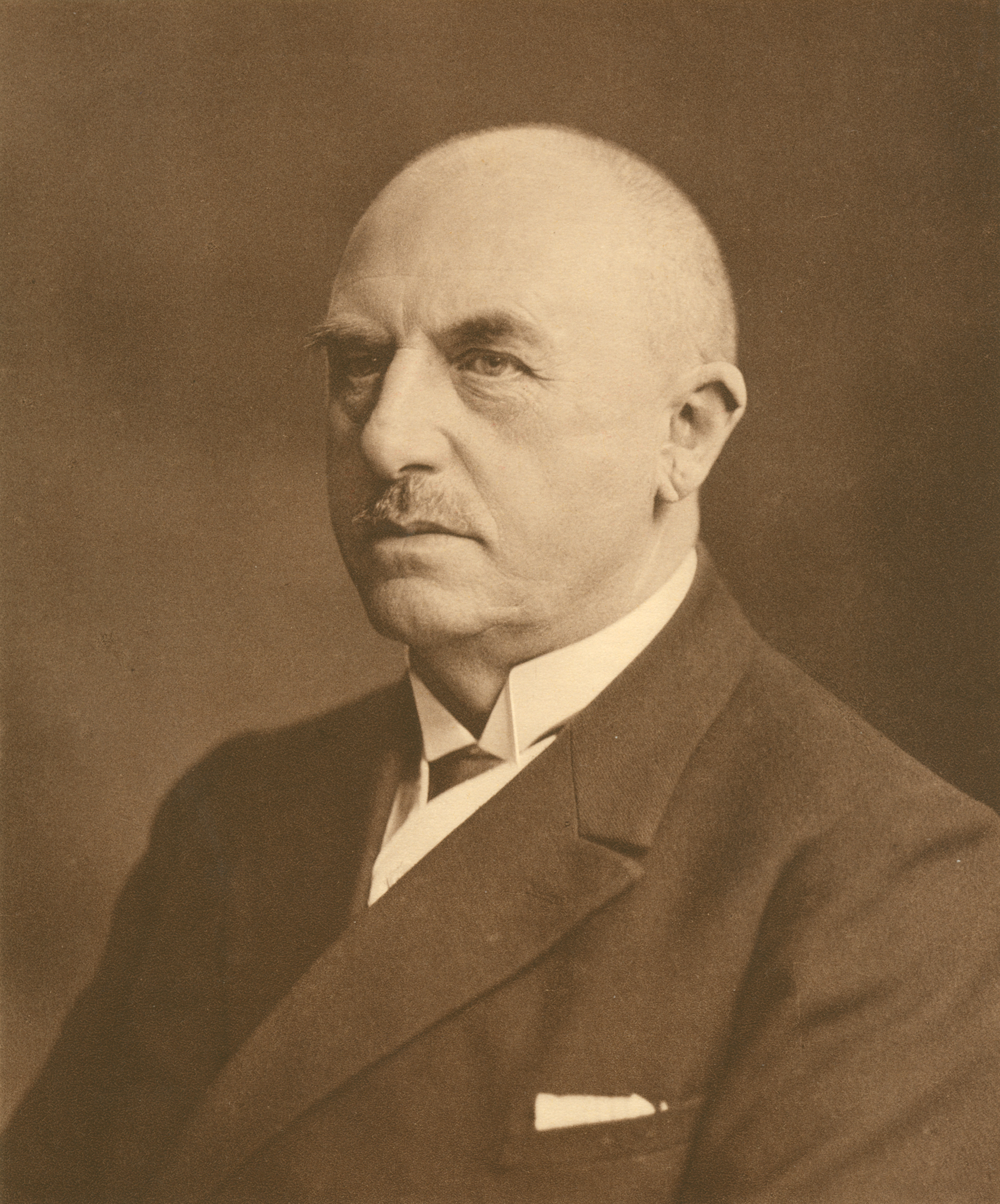
Paul Hagemeister (1929)

Paul Hagemeister (* 25. Januar 1868 in Bahn/Pommern; † 17. Februar 1941 in Bonn) war Erster Bürgermeister in Suhl/Thüringen, Mitglied des Preußischen Abgeordnetenhauses und Regierungspräsident in Minden. Er gehörte der DDP (Deutsche Demokratische Partei) an und war Mitglied der Verfassungsgebenden Preußischen Landesversammlung.

## Leben und Beruf
Nach dem Abitur am 27. Juli 1887 in Gartz/Oder nahm Hagemeister im WS 1887 an der Universität Greifswald das Studium der Rechtswissenschaft auf. Dort gehörte er ab 1886 der Greifswalder Burschenschaft Rugia an. Nach der ersten juristischen Staatsprüfung am 13. Februar 1892 war er Gerichtsreferendar am Oberlandgericht Stettin sowie am Amtsgericht Bahn/Pommern. Am 7. Mai 1892 wurde er an der Universität Greifswald mit dem Thema „Das beneficium cedendarum actionum des Bürgen“ zum Dr. jur. promoviert. Nach einer weiteren Referendariatsstation beim Magistrat von Berlin verabschiedete sich Hagemeister 1893 aus dem Justizdienst, um als Lektor und Geschäftsführer des Königlichen Literarischen Büros in Berlin zu arbeiten. Am 9. August 1900 wurde er besoldeter Stadtrat in Zeitz und am 10. Dezember 1901 zum ersten Bürgermeister in Suhl gewählt – Amtseinführung am 15. Februar 1902.
Den Ersten Weltkrieg erlebte er zunächst als Oberleutnant der Reserve und Adjutant der Bahnhofskommandantur in Apolda sowie später als Hauptmann der Reserve. Nach seinem Abschied aus dem Bürgermeisteramt von Suhl am 15. März 1920 trat er am 5. Juni 1920 seinen Dienst als Regierungspräsident in Minden/Westfalen an. In den Ruhestand wurde er am 31. März 1933 entlassen, den er in Bonn verlebte.

## Abgeordneter
Hagemeister war neben seiner Tätigkeit als Bürgermeister von 1914 bis 1918 als Abgeordneter des Wahlkreises Erfurt 5 (Schleusingen - Ziegenrück) Mitglied des Preußischen Abgeordnetenhauses. Ab 1918 war er Mitglied des Sächsischen Provinziallandtages. Von 1920 bis 1921 war er als Ersatzmann Mitglied der Verfassunggebenden Preußischen Landesversammlung.

## Familie
Hagemeister heiratete 1896 Anna Uecker, mit der er zwei Töchter (Rose und Marianne) hatte.